# Прогерия
Прогери́я (др.-греч. προσ- — сверх, γέρων — старик) — один из редчайших генетических дефектов. При прогерии возникают изменения кожи и внутренних органов, которые обусловлены преждевременным старением организма. Классифицируют детскую прогерию (синдром Гетчинсона (Хатчинсона) — Гилфорда) и прогерию взрослых (синдром Вернера).
Британский врач Джонатан Хатчинсон в 1886 г. впервые описал случай преждевременного старения у шестилетнего мальчика, которое проявлялось атрофией кожи и её придатков[1][2]. В дальнейшем его соотечественник и коллега Гастингс Гилфорд, изучив клинико-морфологические особенности этой патологии, ввёл термин «прогерия». Прогерию взрослых описал немецкий врач Карл Вильгельм Отто Вернер, который ещё будучи студентом-медиком наблюдал этот синдром у четырёх сиблингов в возрасте около 30 лет и задокументировал эти наблюдения в кандидатской диссертации в 1904 году.
В мире зафиксировано не более 350 случаев прогерии, в числе которых 13-летняя Адалия Роуз (Adalia Rose), 18-летняя Ашанти Элиотт-Смит, 15-летняя Анна Корчагина, а также 22-летняя Онталаметсе Фалатсе (Ontlametse Phalatse) из городка Хеброн неподалёку от Йоханнесбурга, являющаяся единственной больной прогерией представительницей негроидной расы. Широкую известность в мире получили страдавший прогерией и скончавшийся 5 июня 2011 года возрасте 26 лет Леон Бота, диджей и исполнитель xип-хопa, который вёл видеоблог на YouTube, а также американский мотивационный спикер Сэм Бернс, умерший 10 января 2014 года в возрасте 17 лет, и Хэйли Окинс, умершая 2 апреля 2015 года в возрасте 17 лет. 

## У детей
Причина детской прогерии — мутации гена LMNA, кодирующего ламин А. 
Ламины — белки, из которых выстроен особый слой оболочки клеточного ядра. В большинстве случаев прогерия встречается спорадически, в нескольких семьях зарегистрирована у сиблингов, в том числе от кровнородственных браков, что свидетельствует о возможности аутосомно-рецессивного типа наследования. В клетках кожи больных обнаружены нарушения репарации ДНК и клонирования фибробластов, а также атрофические изменения эпидермиса и дермы, исчезновение подкожной клетчатки.
Хотя детская прогерия может быть врождённой, у большинства больных клинические признаки проявляются обычно на 2-3-м году жизни. Резко замедляется рост ребёнка, отмечаются атрофические изменения дермы, подкожной клетчатки, особенно на лице, конечностях. Кожа истончается, становится сухой, морщинистой, на туловище могут быть склеродермоподобные очаги, участки гиперпигментации. Сквозь истончённую кожу просвечивают вены. Внешний вид больного: большая голова, лобные бугры выступают над маленьким заострённым («птичьим») лицом с клювовидным носом, нижняя челюсть недоразвита. Наблюдаются также атрофия мышц, дистрофические процессы в зубах, волосах и ногтях; отмечаются изменения костно-суставного аппарата, миокарда, гипоплазия половых органов, нарушение жирового обмена, помутнение хрусталика, атеросклероз.
Средняя продолжительность жизни при детской прогерии — 13 лет. Большинство источников указывают возраст смерти от 7 до 27 лет, при этом случаи достижения совершеннолетия очень редки. Известны только два случая пациентов, переживших 27-летний рубеж — японец, описанный Огихарой и другими в 1986 году и проживший 45 лет и Тиффани Ведекинд, 43 года (2020) и которая считается самой пожилой из всех пациентов, у которых диагностировали синдром «Бенджамина Баттона». 5 октября 2024 года в Италии на 29 году жизни скончался Сэмми Бассо - самый долгоживущий человек, у которого было диагностировано это заболевание.

## У взрослых
Прогерия взрослых имеет аутосомно-рецессивный тип наследования. Дефектный ген — WRN (ген АТФ-зависимой хеликазы). Предполагается связь процесса с нарушением репарации ДНК, обмена соединительной ткани.
Гистологическая картина: уплощение эпидермиса, гомогенизация и склероз соединительной ткани, атрофия подкожной клетчатки с замещением её соединительнотканными волокнами. Клинически заболевание проявляется в период полового созревания. Отмечаются замедленный рост, симптомы гипогонадизма. Обычно на третьем десятилетии жизни у больного седеют и выпадают волосы, развивается катаракта, постепенно истончается кожа и атрофируется подкожная клетчатка на лице и конечностях, вследствие чего руки и особенно ноги становятся тонкими. Появляются очаги склеродермоподобного уплотнения, дисхромии, наиболее выраженные в дистальных отделах конечностей и на лице, что наряду с тонким клювовидным носом, суженным ротовым отверстием придаёт ему маскообразность. На местах, подвергающихся давлению, развиваются гиперкератоз, хронические плохо заживающие трофические язвы. Обнаруживаются остеопороз, метастатическая кальцификация мягких тканей, реже остеомиелит. Часто наблюдается сахарный диабет, признаки которого, как и симптомы раннего генерализованного атеросклероза, обычно выявляются у больных в возрасте 30-40 лет; возможны злокачественные новообразования (например, рак кожи, саркома, аденокарцинома).
Диагноз устанавливают на основании клинической картины. Дифференциальный диагноз проводят с врождённой пойкилодермией, склеродермией. Лечение симптоматическое, в основном направлено на профилактику атеросклеротических осложнений, устранение сахарного диабета, трофических язв. Оно проводится терапевтом, эндокринологом или другим специалистом в зависимости от превалирующих клинических симптомов. Прогноз для выздоровления неблагоприятный; большинство больных погибает от атеросклеротических осложнений и злокачественных новообразований. Профилактика не разработана.

## Старение
Установлено, что тяжёлая форма прогерии человека (синдром Хатчинсона — Гилфорда) связана с молекулярными изменениями, характерными для нормального старения, среди них геномная нестабильность, уменьшение длины теломер и нарушение гомеостаза стволовых клеток. Эти данные вместе с генетическими исследованиями продолжительности жизни привели к гипотезе, согласно которой при синдромах прогерии ускоряется ряд патологических изменений, которые, как правило, управляют обычным процессом старения.

## Лечение
В ноябре 2020 в США FDA одобрила препарат лонафарниб.